# Antonio Scandello

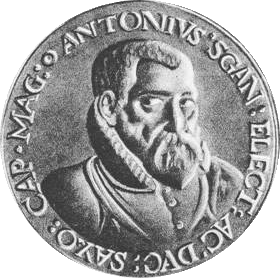
Antonio Scandello auf einer Medaille von Tobias Wolff, 1577.

Antonio Scandello (auch Scandellus oder Scandelli; * 17. Januar 1517 in Bergamo; † 18. Januar 1580 in Dresden) war ein italienischer Komponist und Hofkapellmeister.

## Leben
Der aus einem alten Adelsgeschlecht Oberitaliens (de Rusticis) stammende Antonio Scandello war vermutlich ab 1530 als Zinkenist und Posaunist in Bergamo tätig. Mit seinem Bruder Angelo folgte er seinem Vater Hieronimus Scandello als Stadtpfeifer nach. Im Jahr 1547 war Scandello an der Kirche Santa Maria Maggiore in Bergamo tätig. Sechs Jahre später ist er in der Kapelle des Trienter Kardinals Cristoforo Madruzzo nachweisbar. Bei einer Italienreise 1549 stellte Kurfürst Moritz von Sachsen ihn und fünf weitere „welsche Musiker“ für die neu gegründete Dresdner Hofkapelle ein. Damit folgte der sächsische Kurfürst einer Mitte des 16. Jahrhunderts aufkommenden Mode, nämlich der vermehrten Beschäftigung italienischer Musiker an deutschen Höfen.
Scandello konvertierte 1562 zum Protestantismus. Dies stand im Zusammenhang mit dem Erwerb des späteren Kapellmeisterpostens und des Bürgerrechts der Stadt Dresden. Ab 1566 war er Vizekapellmeister und als „zugeordneter Moderator“ dem altersschwachen Mattheus Le Maistre unterstellt. Von 1568 bis zu seinem Tod war Scandello selbst Hofkapellmeister. In das Jahr seiner Ernennung ist vermutlich auch seine Heirat mit Agnes Tola zu datieren, einer Tochter des Hofmalers und Musikers Benedikt Tola. Aus der Ehe gingen drei Söhne hervor. Scandello wurde nach seinem plötzlichen Tod auf dem Dresdner Frauenkirchhof begraben. Sein Nachfolger im Amt des Kapellmeisters wurde Giovanni Battista Pinello di Ghirardi.

## Werkverzeichnis (Auswahl)

### Geistliche Musik
- Missa sex vocum super epitaphium illustrissimi principis Mauritii ducis et electoris Saxoniae, Nürnberg 1558. Digitalisat: SLUB Dresden (D-Dl), Mus.Pi.Cod.I
- Missa Deus qui sedes super thronum, Universitätsbibliothek Rostock (D-ROu), Mus. Saec. XVI-49.
- Missae sex, München 1576. Verlorene, vermutlich beim Münchner Drucker Adam Berg gedruckte Sammlung mit sechs fünf- und sechsstimmigen Messen, die sich jedoch in einer Abschrift aus Breslau erhalten hat. Die Sammlung enthielt folgende Messen:
1) Missa super Aveque vous
2) Missa super Io mi son giovenetta
3) Missa ad aequales
5) Missa super Au premier jour
6) Missa super O passi sparsi
- Mauritius cedidit bellam Germania plange, Nürnberg 1553, verschollen.
- Nawe schöne auserlesene geistliche deudsche Lieder, 4–6v., Dresden 1575.
- Auferstehungshistorie (komponiert um 1573), Breslau 1612 [anderer Titel: Gaudii paschalis Jesu Christi].
- Passio das Leyden unsers Herrn Iesu Christi, nach dem H. Evangelisten Iohanne (komponiert 1561), Breslau 1621.
- Magnificatvertonungen, Motetten, geistliche Lieder.

### Weltliche Canzonetten und Lieder
- El primo libro delle canzone napolitane, 4v., Nürnberg 1566.
- Newe Teutsche Liedlein, 4–5v., Nürnberg 1568.
- Il secondo libro dele canzone napolitane, 4–5v., München 1577 Discantus, Altus, Tenor, Bassus, Quinta Voce.
- Nawe und lustige weltliche deudsche Liedlein, 4–6v., Dresden 1570.

### Ausgaben
- Johannespassion, 1) in: Kade, Otto, Die ältere Passionskomposition bis zum Jahre 1631, Gütersloh 1893.
2) hrsg. von Klaus Beckmann, Neuhausen 1966, Stuttgart 21998.
- Auferstehungshistorie, 1) in: Geistliche Chormusik, 2. Reihe, Heft 8, Stuttgart 1960.
2) Faksimile der Quelle im Stadtarchiv Naumburg, hrsg. von der Ständigen Konferenz Mitteldeutscher Barockmusik, Blankenburg 1998.
- Missa super Epitaphium Mauritii. Zu 6 Stimmen, hrsg. von Lothar Hoffmann-Erbrecht (Das Chorwerk 65), Wolfenbüttel: Möseler 1958.[11][12]

## Bedeutung
Das Werk Antonio Scandellos umfasst mindestens acht Messen, zahlreiche lateinische Motetten, zwei gedruckte Bände italienischer Canzonen sowie drei Sammlungen geistlicher und weltlicher Lieder. Eine zentrale Stellung nehmen die Liedkompositionen ein, die durch seine Vorgänger am kursächsischen Hof Walter und Le Maistre beeinflusst sind. Sein Canzonettenstil ist dagegen eher Gaspard de Alberti verpflichtet.
Die Missa sex vocum super epitaphium Mauritii ist eine Gedenkmesse für den 1553 in der Schlacht bei Sievershausen gefallenen Kurfürst Moritz von Sachsen. Sie basiert vermutlich auf einem verschollenen Trauerepitaph. Wie alle Messen Scandellos ist auch die Missa sex vocum super epitaphium Mauritii als Parodiemessen konzipiert.
In der Johannespassion („Passio das Leyden unsers Herrn Iesu Christi, nach dem H. Evangelisten Iohanne“) von 1561 lässt sich der Übergang zur motettischen Passion nachvollziehen. Scandello greift in seiner Passionsvertonung den responsorialen Kompositionsstil Johann Walters auf. Er scheint auch in seiner fünfstimmigen Johannespassion der Erste gewesen zu sein, der in der protestantischen Passion den Lektionston ausschließlich dem Evangelisten vorbehielt, die übrigen Personen aber in wechselnden Besetzungen frei und ohne Anlehnung an den Passionston komponierte. Der in Hufnagelnotation notierte, nicht rhythmisierte Lektionsvortrag des Evangelisten wird durch mehrstimmig komponierte Einschübe handelnder Personen unterbrochen. Scandello entwickelte Walters Modell weiter, indem er die polyphonen Einschübe in wechselnden Besetzungen vertonte.
Die Auferstehungshistorie (Österliche Freude der siegreichen und triumpfierenden Auferstehung), die um 1573 komponiert wurde, ist ähnlich wie die Johannespassion konzipiert. Sie zählt zu den Frühformen dieser Art und wurde bis in die 1770er Jahre aufgeführt. Die Liedkompositionen Scandellos nehmen den größten Teil des erhaltenen Werks ein. Einige Sammlungen erschienen in mehreren Auflagen, was ein Indikator für seine Popularität ist. In seinen Liedern verknüpft Scandello das traditionelle deutsche Tenorlied mit dem neu etablierten Canzonettenstil.
Antonio Scandello war der Erste italienische Musiker, der im Heiligen Römischen Reich des 16. Jahrhunderts das Amt eines Kapellmeisters bekleidete. Der 1566 in Nürnberg erschienene Canzonendruck ist die erste in Deutschland publizierte Sammlung, die ausschließlich italienischsprachige Musik enthält. Scandellos Werk zeichnet sich durch seine Doppelfunktion aus: Er stand als Vertreter der lutherischen Kirchenmusik in der Tradition eines Johann Walters und war zugleich Repräsentant der italienischen Musik.

### Biographie
- Bayerisches Musiker-Lexikon Online, hrsg. von Josef Focht, http://bmlo.de/s0142 (abgerufen am 7. Oktober 2017).
- Bibliothekenverbund Bayern Berlin Brandenburg http://gateway-bayern.de/opensearch/?rfr_id=LinkedOpenData:Beacon&rft_id=info:pnd/120633728 (abgerufen am 7. Oktober 2017).
- Jahresbericht für Deutsche Geschichte http://jdgdb.bbaw.de/cgi-bin/jdg/?t_idn=gnd:120633728 (abgerufen am 7. Oktober 2017).
- Musiker Profiling der Universität Leipzig http://informatik.uni-leipzig.de:8080/MusikerProfiling/?gnd=120633728 (abgerufen am 7. Oktober 2017).
- Artikel „Scandello“ in: Österreichisches Musikerlexikon http://musiklexikon.ac.at/0xc1aa500d_0x0001e06f (abgerufen am 7. Oktober 2017).

### Musikalien
- Beati omnes qui timent Dominum, Facsimile in der Königlich dänischen Bibliothek
- Werke von und über Antonio Scandello in der Deutschen Digitalen Bibliothek
- Noten und Audiodateien von Antonio Scandello im International Music Score Library Project
- Gemeinfreie Noten von Antonio Scandello in der Choral Public Domain Library – ChoralWiki (englisch)
- Werke von Antonio Scandello im RISM
- Werke von Antonio Scandello in der Virtuellen Fachbibliothek Musikwissenschaft

| Personendaten    | Personendaten                                            |
| ---------------- | -------------------------------------------------------- |
| NAME             | Scandello, Antonio                                       |
| ALTERNATIVNAMEN  | Scandellus, Antonius; Scandelli Antonio; Schandel, Anton |
| KURZBESCHREIBUNG | italienischer Komponist und Kapellmeister                |
| GEBURTSDATUM     | 17. Januar 1517                                          |
| GEBURTSORT       | Bergamo                                                  |
| STERBEDATUM      | 18. Januar 1580                                          |
| STERBEORT        | Dresden                                                  |